# 閘極驅動器
閘極驅動器（gate driver）是一種功率放大器，可以讓控制集成电路產生的小功率訊號來驅動功率晶體（例如IGBT或是功率級MOSFET）的閘極。閘極驅動器可能是附在功率晶體上，也有可能是獨立的元件。閘極驅動器會包括位準轉換器以及放大器電路。

## 目的
MOSFET和双极性晶体管不同，MOSFET在沒有切換（切換導通或是切換關斷）時，不需要固定的功率輸入。MOSFET的隔離閘極會形成电容器（閘極电容），在每一次切換導通或關閉時，會需要充電或放電。電晶體的基極至少需要特定的電壓才能導通，同様的，閘極电容需要一定的電壓才能充電，讓晶體導通。同樣的，若要關斷晶體，也需要釋放電容器上的電荷，因此閘極电容也需要放電。
在功率晶體導通或是關斷，不會立刻就切換到完全導通或是完全不導通的狀態，切換過程中可能會有短暫時間通過大電流，且功率晶體上有較大的電壓。因此在切換時會使晶體發熱，若控制不當，甚至會破壞功率晶體。因此有需要使切換時間越短越好，以降低其切換損失。一般的切換時間約在微秒等級。晶體的切換時間和驅動閘極需要的電流成反比。因此切換電流一般會要求在數百mA的等級，甚至會到數安培的大小，因為一般的閘極電壓會在10-15V之間，切換時會需要消耗數瓦特的功率。假如需要高速的切換大電流，例如直流-直流轉換器或是大型的电动机，會將數個功率晶體並聯，以提供夠大的切換電流及功換功率。
功率晶體的切換信號一般是由邏輯電路或是单片机提供，其輸出信號的電流一般會限制在數毫安。若功率晶體直接以此信號驅動，其切換速度會非常的慢，而且產生的切換損失很大。在切換時，閘極電容會快速的抽電流，可能會從邏輯電路或是单片机抽取過多的電流，造成元件的永久損壞。為了避免此一情形，會在邏輯電路及单片机輸出電路和功率晶體之間加上閘極驅動器。
H桥的高電壓端驅動器會使用電荷泵作為閘極驅動器，以切換高電壓端n-channel的功率MOSFET及絕緣柵雙極晶體管。使用這類元件的原因是其性能良好，但是需要比電源軌電壓小一些的閘極電壓。若半橋的中心點電壓降低時，電容可以透過二極體充電，電荷會在稍晚時間驅動高電壓端的FET閘極，使其電壓略高於電源軌電壓，使此導通。此法可以讓橋式電路定期切換，也避免了隔離的電源供應器，可以在高電壓端及低電壓端都使用效率較好的n-channel元件。

## 外部連結
- Power MOSFET Gate Drivers （页面存档备份，存于）